# 解放路街道 (临汾市)
解放路街道，是中华人民共和国山西省临汾市尧都区下辖的一个乡镇级行政单位。

## 行政区划
解放路街道下辖以下地区：
商会社区、平阳社区、绿苑社区、市府社区和区府社区。